# Gariūnų turgus
Gariūnų turgus (dansk: Gariūnai marked) er et marked på Gariūnų gatvė 68, i bydelen Paneriai, ca 11 km vest for Vilnius' centrum, Litauen. Markedet er det største i Litauen.
Der er beskæftiget omkring 10.000 i de små og mellemstore virksomheder på markedet. I 20 år har handlende fra nabolandene, Letland, Estland, Hviderusland og Rusland kommet her både for at sælge egne varer og indkøbe varer til salg i deres hjemlande. Ud over en stor markedspavillon, der blev bygget i 2008, er der opstillet tre store telte, som anvendes til reservedelsboder, salg af husholdningsapparater, møbler, sanitetsartikler, arbejdsredskaber osv.
Gariūnai marked er organiseret og koordineret af  UAB "Jurgena", UAB "Posūkis" og UAB "Geruda".
Åbningstider: Tirsd. + torsd.: 4:00–14:00, onsd., fred. + sønd.: 6:00–14:00, lørd.: 5:00–14:00.